# Луиза Августа Датская
Луиза Августа Датская (дат. Louise Augusta af Danmark; 7 июля 1771, Хёрсхольм — 13 января 1843, Августенборг, Южная Дания) — датская принцесса. Официально — дочь Кристиана VII и его жены Каролины Матильды.

## Происхождение
По распространённому среди современников мнению, её отцом был Иоганн Фридрих Струэнзе, придворный врач душевнобольного короля и фаворит королевы, проведший в стране масштабные реформы. Рождение ребёнка и распространение слухов о сходстве девочки с фаворитом стало одним из катализаторов недовольства против Струэнзе в обществе. В январе 1772 года Струэнзе был арестован, осуждён за прелюбодеяние с королевой и затем казнён. Специальная комиссия развела Каролину Матильду с мужем, после чего по требованию её брата Георга III бывшую королеву выслали в германские владения Ганноверской династии, в Целле, где она умерла в 1775 году от скарлатины.

## Детство
Луиза Августа, прозванная «маленькая Струэнзе» (фр. la petite Struensee), осталась в Дании и воспитывалась как принцесса вместе со своим старшим братом, кронпринцем Фредериком (несомненным сыном Кристиана VII), поскольку официально не была объявлена незаконнорождённой и исключена из королевской фамилии. Тем не менее уже в 1779 году, когда Луизе было восемь лет, среди придворных возникла мысль «облагородить» дочь Струэнзе и выдать её замуж за представителя другой ветви Ольденбургской династии — в Августенбургский дом, чтобы, в случае наследования датской короны через неё, у её наследников была бы датская кровь, а также связать ветви династии (отношения между которыми были напряжёнными) и предотвратить возможный распад королевства.

## Брак и семья
Брак 14-летней Луизы с герцогом Фредериком Кристианом II (1765—1814) был заключён 27 мая 1786 года; до смерти свёкра в 1794 году они жили во дворце Кристиансборг, а затем переехали в Августенбург.
У них родилось трое детей:
- Каролина Амалия Шлезвиг-Гольштейнская (1796—1881), жена датского короля Кристиана VIII;
- Кристиан Август (1798—1869), претендент на престолы Шлезвига и Гольштейна во время кризиса 1850—1860-х годов, приведшего к Датско-прусской войне 1864 года. Его внучка Августа Виктория была женой кайзера Вильгельма II.
- Фредерик Эмиль, принц Нёрский (1800—1865).

В дальнейшем Луиза была посредником между постоянно конфликтовавшими братом Фредериком VI и мужем — так она боролась против невыгодной для Дании перспективы избрания герцога Августенбургского шведским престолонаследником после свержения Густава IV в 1809 году (наследником в итоге стал Жан Батист Бернадот).

## Последние годы
После смерти мужа Луиза провела остаток жизни, управляя владениями Августенбургов и занимаясь воспитанием и обеспечением будущего детей. Когда она умерла, её дочь Каролина Амалия была королевой Дании, супругой Кристиана VIII.
Потомство Луизы довольно многочисленно. Более других известны потомки её внука Фридриха (1829—1880), герцога Шлезвиг-Гольштейнского: его правнук — нынешний король Швеции Карл XVI Густав, а праправнук — король Испании Филипп VI.